# جایزه مارک-ویوین فو

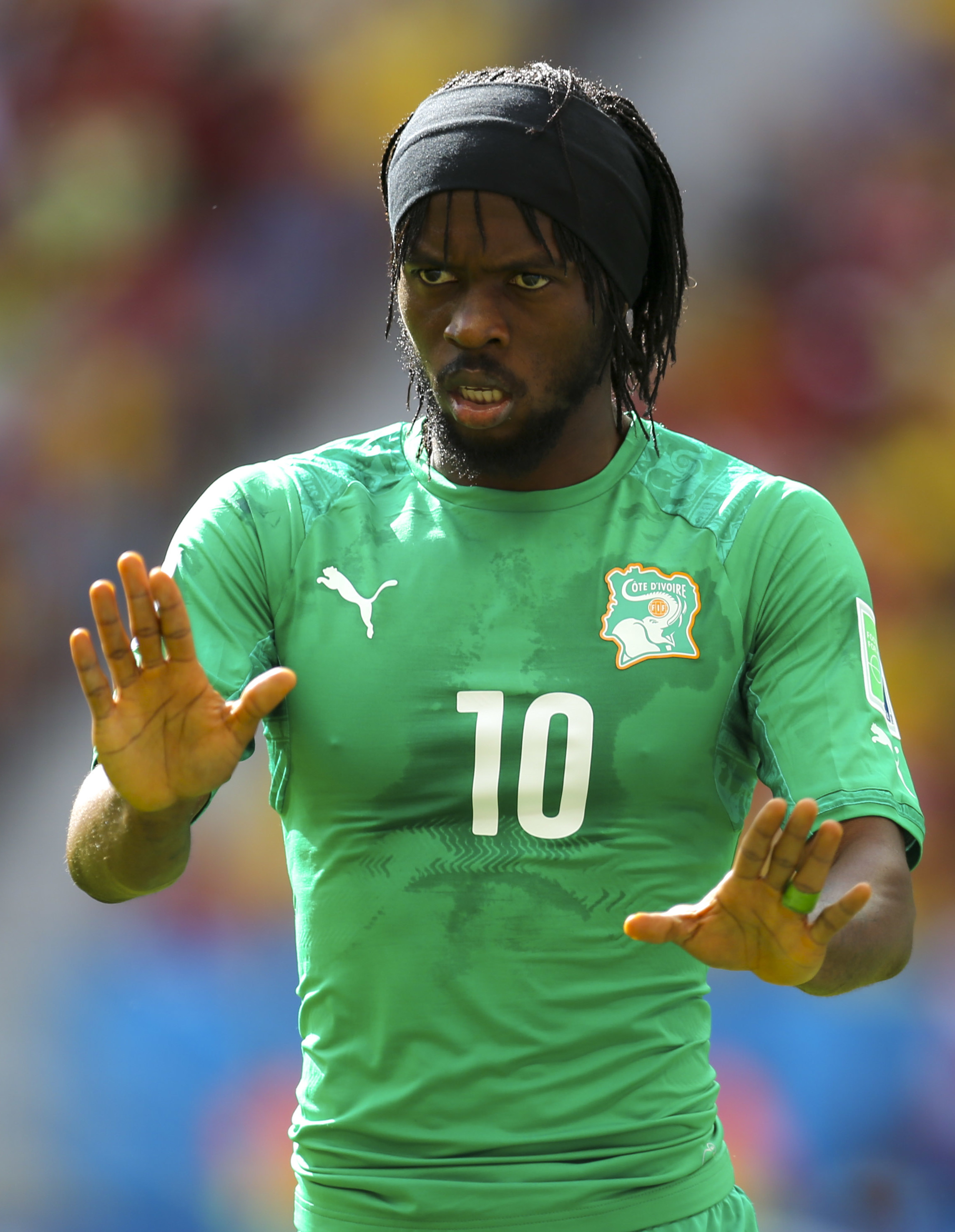
ژروینیو برندهٔ جایزه مارک-ویوین فو ۲۰۱۱ و ۲۰۱۱

جایزه مارک-ویوین فو (فرانسوی: Prix Marc-Vivien Foé‎) جایزه‌ای سالانه است که به افتخار مارک ویوین فو، به بهترین بازیکن آفریقایی شاغل در لیگ ۱ داده می‌شود.

## برندگان جایزه
| سال  | بازیکن              | باشگاه  |
| ---- | ------------------- | ------- |
| ۲۰۰۹ | مروان شماخ          | بوردو   |
| ۲۰۱۰ | ژروینیو             | لیل     |
| ۲۰۱۱ | ژروینیو             | لیل     |
| ۲۰۱۲ | یونس بلهنده         | مون‌پلیه |
| ۲۰۱۳ | پیر امریک اوبامیانگ | سن-اتین |
| ۲۰۱۴ | وینسنت انیما        | لیل     |
| ۲۰۱۵ | آندره ایو           | مارسی   |
| ۲۰۱۶ | سفیان بوفال         | لیل     |
| ۲۰۱۷ | ژان میکائل سری      | نیس     |
| ۲۰۱۸ | کارل توکو اکامبی    | آنژه    |
| ۲۰۱۹ | نیکولا پپه          | لیل     |
| ۲۰۲۰ | ویکتور اوسیمهن      | لیل     |
| ۲۰۲۱ | گائل کاکوتا         | لانس    |
| ۲۰۲۲ | سکو فوفانا          | لانس    |

## نتایج

### ۲۰۰۹
| رتبه | بازیکن         | باشگاه       | امتیاز |
| ---- | -------------- | ------------ | ------ |
| ۱    | مروان شماخ     | بوردو        | ۴۵     |
| ۲    | مامادو نیانگ   | مارسی        | ۳۷     |
| ۳    | سلیمان دیاوارا | بوردو        | ۲۹     |
| ۴    | استفان سسنیون  | پاری سن ژرمن | ۲۹     |
| ۵    | تایه تایوو     | مارسی        | ۲۰     |

### ۲۰۱۰
| رتبه | بازیکن       | باشگاه | امتیاز |
| ---- | ------------ | ------ | ------ |
| ۱    | ژروینیو      | لیل    |        |
| ۲    | مامادو نیانگ | مارسی  |        |
| ۳    | مروان شماخ   | بوردو  |        |

### ۲۰۱۱
| رتبه | بازیکن      | باشگاه | امتیاز |
| ---- | ----------- | ------ | ------ |
| ۱    | ژروینیو     | لیل    | ۹۷     |
| ۲    | موسی سو     | لیل    | ۹۳     |
| ۳    | آندره آیو   | مارسی  | ۷۷     |
| ۴    | یوسف العربی | کان    | ۳۴     |
| ۵    | براون ایدیه | سوشو   | ۱۰     |

### ۲۰۱۲
| رتبه | بازیکن              | باشگاه  | امتیاز |
| ---- | ------------------- | ------- | ------ |
| ۱    | یونس بلهندة         | مون‌پلیه | ۱۴۷    |
| ۲    | نیکولا انکولو       | مارسی   | ۸۴     |
| ۳    | پیر امریک اوبامیانگ | سن-اتین | ۳۳     |
| ۴    | هنری بدیمو          | مون‌پلیه | ۲۳     |
| ۵    | ایمن عبدالنور       | تولوز   | ۱۱     |

### ۲۰۱۳
| رتبه | بازیکن              | باشگاه          | امتیاز |
| ---- | ------------------- | --------------- | ------ |
| ۱    | پیر امریک اوبامیانگ | سن-اتین         |        |
| ۲    | نیکولا انکولو       | مارسی           |        |
| ۳    | جاناتان پیترویپا    | رن              |        |
|      | ایمن عبدالنور       | تولوز           |        |
|      | کاسی آگاسا          | رنس             |        |
|      | آندره آیو           | مارسی           |        |
|      | فؤاد قادیر          | والنسین / مارسی |        |
|      | وهبی خزری           | باستیا          |        |
|      | صابر خلیفه          | اویان           |        |
|      | الکسیز رومائو       | لوریان / مارسی  |        |
|      | الان ترائوره        | لوریان          |        |

### ۲۰۱۴
| رتبه | بازیکن         | باشگاه         | امتیاز |
| ---- | -------------- | -------------- | ------ |
| ۱    | وینسنت انیما   | لیل            | ۱۱۷    |
| ۲    | سرژ اوریه      | تولوز          | ۱۰۹    |
| ۳    | هنری بدیمو     | لیون           | ۹۳     |
| ۴    | سالومون کالو   | لیل            | ۹۲     |
| ۵    | وینسنت ابوبکر  | لوریان         | ۴۶     |
| ۵    | منیر عبادی     | موناکو         | ۴۶     |
| ۷    | ایمن عبدالنور  | تولوز / موناکو | ۱۲     |
| ۸    | پرنس اونیانگه  | رنس            | ۹      |
| ۹    | کاسی آگاسا     | رنس            | ۵      |
| ۱۰   | مصطفی یاتاباری | گنگام          | ۲      |

### ۲۰۱۵
| رتبه | بازیکن         | باشگاه  | امتیاز |
| ---- | -------------- | ------- | ------ |
| ۱    | آندره آیو      | مارسی   | ۲۲۱    |
| ۲    | مکس گریدل      | سن-اتین | ۱۸۶    |
| ۳    | ایمن عبدالنور  | موناکو  | ۸۹     |
| ۴    | ادریسا گی      | لیل     | ۲۳     |
| ۵    | جردن آیو       | لوریان  | ۱۷     |
| ۶    | وینسنت انیما   | لیل     | ۱۶     |
| ۷    | نبیل ضرار      | موناکو  | ۱۱     |
| ۸    | کلینتون انجیه  | لیون    | ۱۰     |
| ۹    | عیسی ماندی     | رنس     | ۷      |
| ۱۰   | بنژامن موکانژو | رنس     | ۱      |

### ۲۰۱۶
| رتبه | بازیکن         | باشگاه       | امتیاز |
| ---- | -------------- | ------------ | ------ |
| ۱    | سفیان بوفال    | لیل          | ۱۸۹    |
| ۲    | شیخ اندوایی    | آنژه         | ۱۰۸    |
| ۳    | رشید غزال      | لیون         | ۸۱     |
| ۴    | وینسنت انیما   | لیل          | ۷۱     |
| ۵    | سرژ اوریه      | پاری سن ژرمن | ۶۱     |
| ۶    | بنژامن موکانژو | لوریان       | ۲۰     |
| ۷    | مصطفی سال      | سن-اتین      | ۸      |
| ۸    | شیخ دیاباته    | بوردو        | ۶      |
| ۹    | عبدل مجید وارث | لوریان       | ۵      |
| ۱۰   | فلوید آییته    | باستیا       | ۱      |

### ۲۰۱۷
| رتبه | بازیکن         | باشگاه       | امتیاز |
| ---- | -------------- | ------------ | ------ |
| ۱    | ژان میکائل سری | نیس          | ۲۵۵    |
| ۲    | ریاض بودبوز    | مون‌پلیه      | ۱۲۶    |
| ۳    | بنژامن موکانژو | لوریان       | ۹۷     |
| ۴    | یونس بلهندة    | نیس          | ۴۲     |
| ۵    | استیو مونیه    | مون‌پلیه      | ۲۴     |
| ۶    | شیخ اندوایی    | آنژه         | ۱۷     |
| ۷    | فرانسوا کامانو | بوردو        | ۱۰     |
| ۸    | استیو یاگو     | تولوز        | ۴      |
| ۹    | سرژ اوریه      | پاری سن ژرمن | ۱      |

### ۲۰۱۸
| رتبه | بازیکن                   | باشگاه | امتیاز |
| ---- | ------------------------ | ------ | ------ |
| ۱    | کارل توکو اکامبی         | آنژه   | ۲۶۵    |
| ۲    | وهبی خزری                | رن     | ۱۶۵    |
| ۳    | برتران ترائوره           | لیون   | ۶۱     |
| ۴    | گائل کاکوتا              | آمیان  | ۳۸     |
| ۵    | آندره-فرانک زامبو آنگیسا | مارسی  | ۲۴     |
| ۶    | ژولیو تاورس              | دیژون  | ۱۶     |
| ۷    | کیتا بالده               | موناکو | ۱۳     |
| ۸    | موسی کوناته              | آمیان  | ۱۱     |
| ۹    | ژان میکائل سری           | نیس    | ۸      |
| ۱۰   | متیو دوسوی               | متس    | ۷      |

### ۲۰۱۹
| رتبه | بازیکن         | باشگاه     | امتیاز |
| ---- | -------------- | ---------- | ------ |
| ۱    | نیکولا پپه     | لیل        | ۳۷۹    |
| ۲    | وهبی خزری      | سن-اتین    | ۱۴۰    |
| ۳    | اسماعیل سار    | رن         | ۶۸     |
| ۴    | یوسف عطال      | نیس        | ۳۱     |
| ۵    | مکس گریدل      | تولوز      | ۲۵     |
| ۶    | برتران ترائوره | لیون       | ۱۵     |
| ۷    | لبو موتیبا     | استراسبورگ | ۱۲     |
| ۸    | دنیس بوانگا    | نیم        | ۸      |
| ۸    | یونس عبدالحمید | رنس        | ۸      |
| ۱۰   | فرانسوا کامانو | بوردو      | ۷      |
| ۱۱   | استفان باهوکن  | آنژه       | ۱      |

### ۲۰۲۰
| رتبه | بازیکن         | باشگاه       | امتیاز |
| ---- | -------------- | ------------ | ------ |
| ۱    | ویکتور اوسیمهن | لیل          | ۲۸۴    |
| ۲    | اسلام سلیمانی  | موناکو       | ۹۵     |
| ۳    | یونس عبدالحمید | رنس          | ۸۹     |
| ۴    | حبیب دیالو     | متس          | ۵۲     |
| ۵    | ام‌بایه نیانگ   | رن           | ۴۳     |
| ۶    | ادریسا گی      | پاری سن-ژرمن | ۳۷     |
| ۶    | اماری ترائوره  | رن           | ۳۷     |
| ۸    | دنیس بوانگا    | سن-اتین      | ۲۷     |
| ۹    | ادوارد مندی    | رن           | ۲۴     |
| ۱۰   | اندی دیلور     | مون‌پلیه      | ۱۳     |
| ۱۱   | موزس سایمون    | نانت         | ۱۰     |

### ۲۰۲۱
| رتبه | بازیکن           | باشگاه       | امتیاز |
| ---- | ---------------- | ------------ | ------ |
| ۱    | گائل کاکوتا      | لانس         | ۲۱۹    |
| ۲    | اندی دیلور       | مون‌پلیه      | ۱۱۸    |
| ۳    | تینو کادویر      | لیون         | ۷۰     |
| ۴    | بولای دیا        | رنس          | ۶۹     |
| ۵    | ادریسا گی        | پاری سن-ژرمن | ۶۲     |
| ۶    | فرید بولایا      | متس          | ۶۰     |
| ۷    | سکو فوفانا       | لانس         | ۵۸     |
| ۸    | کارل توکو اکامبی | لیون         | ۳۲     |
| ۹    | رینیلدو مانداوا  | لیل          | ۲۱     |
| ۱۰   | الکساندر اوکیدجا | متس          | ۷      |
| ۱۱   | نایف اکرد        | رن           | ۴      |

### ۲۰۲۲
| رتبه. | بازیکن           | باشگاه | امتیاز |
| ----- | ---------------- | ------ | ------ |
| ۱     | سکو فوفانا       | لانس   | ۲۲۱    |
| ۲     | اماری ترائوره    | رن     | ۹۱     |
| ۳     | نایف اکرد        | رن     | ۷۷     |
| ۴     | کارل توکو اکامبی | لیون   | ۷۲     |